# Gabriel Monteiro (político)
Gabriel Luiz Monteiro de Oliveira (Rio de Janeiro, 4 de junho de 1994) é um youtuber, ativista e político brasileiro, filiado ao Partido Liberal (PL). Foi vereador da cidade do Rio de Janeiro de 2021 a 2022, tendo sido condenado à perda do mandato por quebra de decoro parlamentar, após denúncias de assédio sexual e moral. Também foi soldado da Polícia Militar do Estado do Rio de Janeiro de 2015 a 2020 e é ex-integrante do Movimento Brasil Livre.
Foi preso preventivamente por determinação da justiça fluminense em 7 de novembro de 2022, em processo no qual é acusado de estupro. No dia 21 de março de 2025 a Secretaria de Estado de Administração Penitenciária informou que recebeu o alvará de soltura e confirmou que Gabriel Monteiro deixou a prisão para cumprir medidas cautelares, como o uso de tornozeleira eletrônica, enquanto o caso não é julgado.

## Carreira

### Polícia Militar
Ele fez o curso de formação de soldados no final de 2015 para entrar na Polícia Militar do Rio de Janeiro. Como membro da instituição, Monteiro chamou atenção da mídia pelas acusações de corrupção que fez à corporação. Em março de 2020, ele se envolveu em uma polêmica após tratar o ex-comandante geral da Polícia Militar, Ibis Silva Pereira, de forma desrespeitosa em pelo menos duas ocasiões, tendo filmado-o "sem autorização". Segundo o processo do qual foi alvo, Gabriel teria se passado por estudante para conversar com o ex-comandante na Assembleia Legislativa do Estado do Rio de Janeiro (Alerj), local onde o policial reformado trabalha. Ao atender o soldado, Ibis percebeu que Gabriel pretendia gravar um vídeo para o seu canal, onde ele questionou algumas ações do coronel. Consequentemente, ele teve o porte de armas suspenso e a identidade funcional da corporação. Em seu perfil no Instagram, Monteiro lamentou a punição e afirmou que o principal motivo para a possível expulsão seria o vídeo em que denuncia o envolvimento do coronel Íbis com traficantes do Comando Vermelho, no Complexo da Maré, Zona Norte do Rio. O ex-comandante classificou a atitude do soldado como uma transgressão "para fins de projeção pessoal" e o criticou por fazer uma acusação grave sem ter provas.
No dia 4 de agosto de 2020, Monteiro foi expulso da Polícia Militar sobre acusações de deserção, como é previsto no artigo 187 do código penal militar, após não ter comparecido ao trabalho por mais de oito dias. Gabriel era lotado no 14º BPM (Bangu) e faltou o serviço para o qual foi escalado em 22 de julho e ficou até o dia 31 sem dar qualquer satisfação. No entanto, ele foi reintegrado sobre alegação que estava afastado por atestado assinado pela própria PM, mas o batalhão diz que ele nunca apresentou o documento. No dia 14 de agosto de 2020, Monteiro anunciou nas redes sociais seu desligamento da Polícia Militar para poder seguir com a carreira política.

### YouTube
Monteiro começou a postar vídeos no YouTube em 2018, abordando temas variados, em grande parte de política, anticorrupção e anticriminalidade. Em 2019, ele foi acusado de agressão após ter publicado um vídeo nas redes sociais no qual ele desfere um soco em um estudante após uma discussão, logo depois do velório da menina Ágatha Vitória Sales Félix, de 8 anos, no entorno do cemitério de Inhaúma, na Zona Norte do Rio de Janeiro. O PM fazia uma transmissão ao vivo em uma rede social em que falava sobre o trabalho diário da polícia militar nas comunidades, quando um rapaz o questionou sobre as mortes de inocentes durante as operações policiais contra o tráfico de drogas. No vídeo — gravado por um amigo do policial — o jovem, em tom exaltado, pergunta: "Quer falar de melhorias dentro de favela? Apreende 400 fuzis e mata mil pessoas? Mata uma criança de 8 anos?" O policial pede para o manifestante se acalmar várias vezes, mas ele continua gritando. No entanto, ele dá um soco no rapaz e, em seguida, sai de carro do local. Em uma página nas redes sociais, Gabriel Monteiro afirmou que não foi ao enterro ou velório da Ágatha. Ele disse ainda que, mesmo sendo agredido verbalmente, tentou acabar com a discussão e que não se aproximou mais do rapaz. "Se eu quisesse espancá-lo, no momento em que ele foi ao solo, teria chutado, contudo nem cheguei perto", escreveu ele. Ao publicar o vídeo completo da discussão em seu canal no YouTube, ele colocou como título: "Reagi, tive que usar legítima defesa". Ele afirmou ainda em outra publicação que teve o carro apedrejado.
No dia 17 de janeiro de 2020, ele chamou atenção da mídia mais uma vez quando postou um vídeo no YouTube em um formato muito conhecido atualmente, "Change My Mind" ("Convença-me do contrário"), intitulado "Feminismo não é bom para as mulheres. Convença-me do contrário!", onde coloca uma mesa na calçada de uma rua movimentada e convida as pessoas a falarem sobre determinado assunto com ele, apresentando um contraponto à opinião dele, que no caso, se coloca contra o feminismo. Em determinado ponto do vídeo, ele convence uma jovem feminista que chora, argumentando que o aborto é algo negativo à sociedade.
Em 8 de abril de 2022, seu canal no YouTube foi desmonetizado. Segundo a plataforma, a desmonetização se deveu a "situações relacionadas à segurança infantil [que] poderiam causar danos à comunidade e que violavam políticas do canal".

### Política
Nas eleições de 2020, Gabriel Monteiro filiou-se ao Partido Social Democrático (PSD) e se candidatou ao cargo de vereador para a cidade do Rio de Janeiro, sendo o terceiro mais votado, com um total de 60 326 votos, à frente do experiente Cesar Maia (DEM), ex-prefeito da capital fluminense. Porém, antes de ser eleito, a sua campanha para vereador foi marcada por uma denúncia de uso de policiais militares trabalhando como seus seguranças. Ele foi flagrado em Campo Grande, na Zona Oeste do Rio, cercado por seguranças armados que usavam distintivos. Segundo o político, os agentes, que estavam sem farda, não trabalhavam naquele momento para a Polícia Militar. Na época, Monteiro disse que possuía um documento da PM que comprovava o direito de ter escolta policial. Apesar disso, a corporação informou que esse documento garantia a ele apenas uma escolta restrita ao domicílio eleitoral dele, em Copacabana, por uma viatura oficial e por agentes fardados.
No dia 5 de janeiro de 2021, em uma publicação nas redes sociais, Monteiro comunicou que foi alvo de um ataque durante uma atividade parlamentar realizada na região da Gamboa, no Centro do Rio de Janeiro. Além de Monteiro, o seu chefe de gabinete, um fotógrafo e seguranças estavam no carro em que foram atacados e o veículo teria sido atingido supostamente por um projétil de arma de fogo. Ele declarou no twitter: "Acabo de ser atacado durante atividade parlamentar, por Deus, o carro é blindado. Marginais não me intimidarão e os  moradores de todas as regiões do Rio de Janeiro,  desde que comecei no dia 1º, na posse, com um trabalho fiscalizador, clamam por mudanças. Neguei o recesso e estou trabalhando. Orem por mim". Em abril de 2022, assessores de Monteiro afirmaram, em depoimento à 29º Delegacia Policial do Rio de Janeiro, que o ataque teria sido forjado, que na verdade o carro não fora atingido por disparo de arma de fogo, e que haviam dito, anteriormente, que a marca no veículo se tratava de tiro de fuzil porque o vereador havia pedido.
Em 8 de março de 2022, Monteiro realizou uma vistoria em um pátio da prefeitura do Rio de Janeiro, no qual operava uma empresa de reboques, JS Salazar. Na noite daquele dia, o dono da empresa, acompanhado por outros três policiais militares, foram até a casa de Gabriel, onde supostamente ofereceram a ele R$ 200 mil reais mensais em propinas para que não publicasse suas vistorias. Gabriel deu voz de prisão para todos os envolvidos, e, no dia seguinte, a prefeitura rompeu o contrato com a empresa de reboques. Todos os três policiais foram exonerados.
Em 18 de agosto de 2022, teve seu mandato cassado pela Câmara de Vereadores do Rio de Janeiro por quebra de decoro parlamentar, após divulgação na imprensa de episódios de assédio sexual e assédio moral contra ex-assessores de seu gabinete, bem como da gravação de um vídeo sexual com uma adolescente. O placar da votação teve 48 votos a favor da cassação e dois contra. Em 31 de agosto, o Tribunal Regional Eleitoral, por 6 votos a 1 negou o registro da candidatura de monteiro para deputado federal, com base em sua cassação e atendendo ao pedido do Ministério Público. Em 10 de setembro, Monteiro renunciou a sua candidatura.

## Controvérsias

### Abuso de autoridade
O Conselho Regional de Medicina do Rio de Janeiro (Cremerj) ingressou com uma representação no Ministério Público do Rio contra Monteiro por suspeita de abuso de autoridade. O vereador tem exposto em suas redes sociais e no YouTube vídeos em que aparece ameaçando médicos e dando "voz de prisão" a profissionais. Em um vídeo postado no dia  31 de março de 2021, ele acionou a  polícia para "denunciar" uma médica que supostamente teria negado atendimento a pacientes. Na ação que corre no TJ do Rio, o Cremerj pede indenização solidária de quinhentos mil reais por dano moral coletivo contra a categoria. Já na denúncia ao Ministério Público, Monteiro pode ser investigado por abuso de autoridade — ao decretar a prisão de alguém sem base legal — e infração de medida sanitária preventiva. Para o G1, o conselho declarou: "Em relação ao vereador, o Conselho esclarece que a atitude tomada se deve a abordagem inadequada do próprio, caracterizando abuso de autoridade. O Conselho repudia qualquer tipo de desvio de trabalho do médico, caso ocorra, e reitera que qualquer denúncia será apurada com zelo, seguindo os ritos necessários”. Em suas redes sociais, o parlamentar se posicionou contra a acusação: "Posso ser preso, perder meu mandato, e ficar inelegível, por fiscalizar a máfia da saúde." Em outra publicação ele disse: “Eu super respeito quem não é adepto ao meu trabalho, minhas crenças, meus sonhos. Mas ser a favor da minha prisão por eu flagrar médicos cometendo crimes contra os mais pobres, não é certo! Enquanto eu tiver livre irei lutar contra a máfia da saúde, não sei até quando!”.

### Fiscalizações sem autorização
O vereador também está sendo investigado pelo Ministério Público do Rio de Janeiro por realizar fiscalizações em unidades de saúde sem autorização da Prefeitura ou do Governo do Estado e divulgou em redes sociais. O inquérito vai analisar se o político e sua equipe desrespeitaram os menores e os funcionários ao perturbar o descanso noturno das unidades de acolhimento, e se os expuseram ao risco de contágio pelo novo coronavírus. Uma das ações mais famosas foi em março de 2021, quando ele adentrou em um abrigo de menores acompanhado de muitos assessores e seguranças causando uma aglomeração no local. Por outro lado, o vereador alega que recebeu denúncias sobre as condições de funcionamento das unidades fiscalizadas, e afirma que a Lei Orgânica do Município, artigo 47, autoriza sua entrada nas unidades. Ele também disse que foi autorizado por uma das unidades de saúde onde esteve e que estava com a roupa do hospital. Segundo ele, várias unidades tinham suspeitas de médicos fantasmas. Sobre os abrigos, ele disse que encontrou falta de alimentos e "flagrou um ovo vencido."

### Assédio moral e sexual
Em 27 de fevereiro de 2022, Gabriel Monteiro virou polêmica após uma notícia de acusação de assédio moral e sexual, mostrada pelo Fantástico, alegada por servidores, ex-funcionárias e uma mulher que teve relações sexuais com Gabriel Monteiro. Além destas acusações, a reportagem também mostra que Gabriel forjou cenas de seus vídeos no YouTube, como tiroteios ou ajuda a uma criança carente, expôs seus funcionários a outros tipos de assédio, além de cometer irregularidades no funcionamento de seu gabinete na Câmara Municipal.

### Ataque à comunidade LGBT
No dia 30 de março de 2022, Monteiro disse em um vídeo que "tem que matar gay e ter raiva de gay", onde chamou de experimento social, portanto, Monteiro alegou que o intuito do vídeo era um experimento social contra a homofobia. "É evidente, é claro no vídeo, que existe uma pessoa com um ponto comigo, eu conversando com a pessoa: olha só, fala essa frase aí para ver se essa pessoa tem um pensamento distorcido, saber se essa pessoa é homofóbica, aí eu chego."

### Vídeo íntimo com adolescente
Em março de 2022, um vídeo íntimo divulgado na internet mostra Monteiro fazendo sexo com uma garota de 15 anos de idade (o mesmo alegou que teria 18 anos), onde também Monteiro afirmou que a relação era consensual. A juíza Claudia Leonor Jourdan Gomes Bobsin, do Cartório da 1ª Vara da Infância e da Juventude da capital fluminense, atendeu a um pedido do MP-RJ (Ministério Público do Rio de Janeiro) para que o material seja removido da rede social. Segundo a decisão judicial, o Twitter Brasil estará submetido a uma multa diária de 30 mil reais caso a determinação seja descumprida. A juíza determinou que a rede remova todos os endereços eletrônicos com o vídeo, que foram elencados na petição do MP, e que faça um monitoramento para bloquear novas postagens. Em 17 de agosto de 2022, um dia antes da votação pela cassação do mandato de Monteiro, surge um áudio onde Gabriel Monteiro teria admitido sexo com menores, e declarado preferência. No áudio, o homem que seria o vereador fala com um interlocutor sobre boates na Barra da Tijuca e em Nova Iguaçu. Em seguida, o interlocutor elogia a menina com quem o vereador teria feito sexo numa das saídas e o homem que seria Gabriel complementa: "Pô, 16, 17 aninhos. Porque eu gosto muito de novinha".

### Vídeo de furto
Também saiu um vídeo na internet, que Monteiro alegou ser um "experimento social", onde ele orientou um sem-teto a furtar para vídeo. Nesse vídeo mostra uma pessoa supostamente em situação de rua sendo orientada por um homem a cometer furto no centro da capital do Rio de Janeiro. As imagens foram obtidas pelo G1 e apontam que quem incita o crime é um funcionário de Gabriel Monteiro, que aparece no meio do vídeo para confrontar o sem-teto. Gabriel também teria dito "Vai pelo cantinho, ela não está nem vendo. Ela é autista, não vai nem se ligar", diz o funcionário no vídeo sobre uma mulher na rua, depois de prometer pagar o homem em situação de rua para realizar o crime. O sem-teto, então, realiza o furto da bolsa e a joga para o outro lado da rua.

### Prisão preventiva por estupro
No dia 7 de novembro de 2022, teve a prisão preventiva decretada pelo juiz da 34ª Vara Criminal do Rio de Janeiro, em processo no qual é acusado do crime de estupro, supostamente ocorrido no dia 15 de julho de 2022. No mesmo dia, apresentou-se à polícia, sendo cumprido o mandado de prisão.
O referido processo, que tramita em segredo de justiça, trata de caso diferente das denúncias de assédio sexual que foram analisadas pela Comissão de Ética da Câmara Municipal do Rio de Janeiro e que resultaram na cassação do vereador.

## Vida pessoal
Gabriel Monteiro é um cristão evangélico, e seu pai, Roberto Monteiro, é um pastor da Igreja Assembleia de Deus. Foi ele, aponta Gabriel, quem o incentivou a "ser cristão e gostar de política". A irmã de Gabriel, Giselle Monteiro, também é política.

## Histórico eleitoral
| Ano  | Eleição                     | Partido | Candidato a | Votos  | %     | Resultado | Ref    |
| ---- | --------------------------- | ------- | ----------- | ------ | ----- | --------- | ------ |
| 2020 | Municipal do Rio de Janeiro | PSD     | Vereador    | 60.326 | 2,29% | Eleito    | [ 48 ] |